# لو شوجانج
لو شوجانج (في اللغة الصينية: 雒树刚؛ من مواليد 27 مايو 1955) سياسي صيني. يشغل منصب وزير الثقافة منذ ديسمبر 2014. شغل سابقًا منصب نائب المدير التنفيذي لإدارة الدعاية بالحزب الشيوعي الصيني.
لو من مواليد نانغونغ بمقاطعة خبي. بدأ العمل في فبراير 1971، وانضم إلى الحزب الشيوعي الصيني في سبتمبر 1981. وهو حاصل على درجة الماجستير من المدرسة المركزية للحزب الشيوعي الصيني المركزية. في أغسطس 2006، تم تعيينه رئيسًا لمكتب لجنة التوجيه المركزية لبناء الحضارة الروحية.
لو عضو كامل العضوية في اللجنتين المركزيتين الثامنة عشر والتاسعة عشر للحزب الشيوعي الصيني.